# پارک فناوری سومقاییت
پارک فناوری سومقاییت (ترکی آذربایجانی: Sumqayıt Texnologiyalar Parkı) اولین پارک علم و فناوری تأسیس شده در جمهوری آذربایجان و سرتاسر قفقاز جنوبی به‌شمار می‌آید.

## اطلاعات کلی
پارک فناوری سومقاییت در سال ۲۰۰۹، در مساحتی ۲۵۰ هکتاری در شهرک حاجی زین‌العابدین واقع در شمال شهر سومقاییت ایجاد شد. در حال حاضر، مؤسسه دارای پرسنل بالغ بر ۲ هزار نفر شاغل در زمینه‌های تولید و ساخت و نصب می‌باشد، که پیشبینی می‌شود با راه اندازی تمامی بخش‌های مدنظر گرفته شده تعداد آنها به بیش از ۱۰ هزار نفر افزایش پیدا کند.
مراسم افتتاحیه رسمی پارک با حضور الهام علی‌اف، رئیس‌جمهوری آذربایجان، در تاریخ ۲۲ دسامبر سال ۲۰۰۹ برگزار گردید. این اولین پارک فناوری در جمهوری آذربایجان است، که تحت شرایط بازار فعالیت می‌نماید. «امین محمدف» در ماه مارس سال ۲۰۱۷ به عنوان مدیر عامل این مؤسسه منصوب شد.
دامنه فعالیت پارک فناوری سومقاییت دربردارنده تولید تجهیزات برقی، انواع کابل، ماشین‌سازی، محصولات پلیمر، ساخت قطعات فلزی، گالوانیزه گرم، پنل ساندویچی، سیستم‌های تهویه، پنجره‌های پلی وینیل کلراید، جعبه‌ابزار، پانل خورشیدی و محصولات پوشش‌دهی با پودر می‌باشد.

## نگارخانه

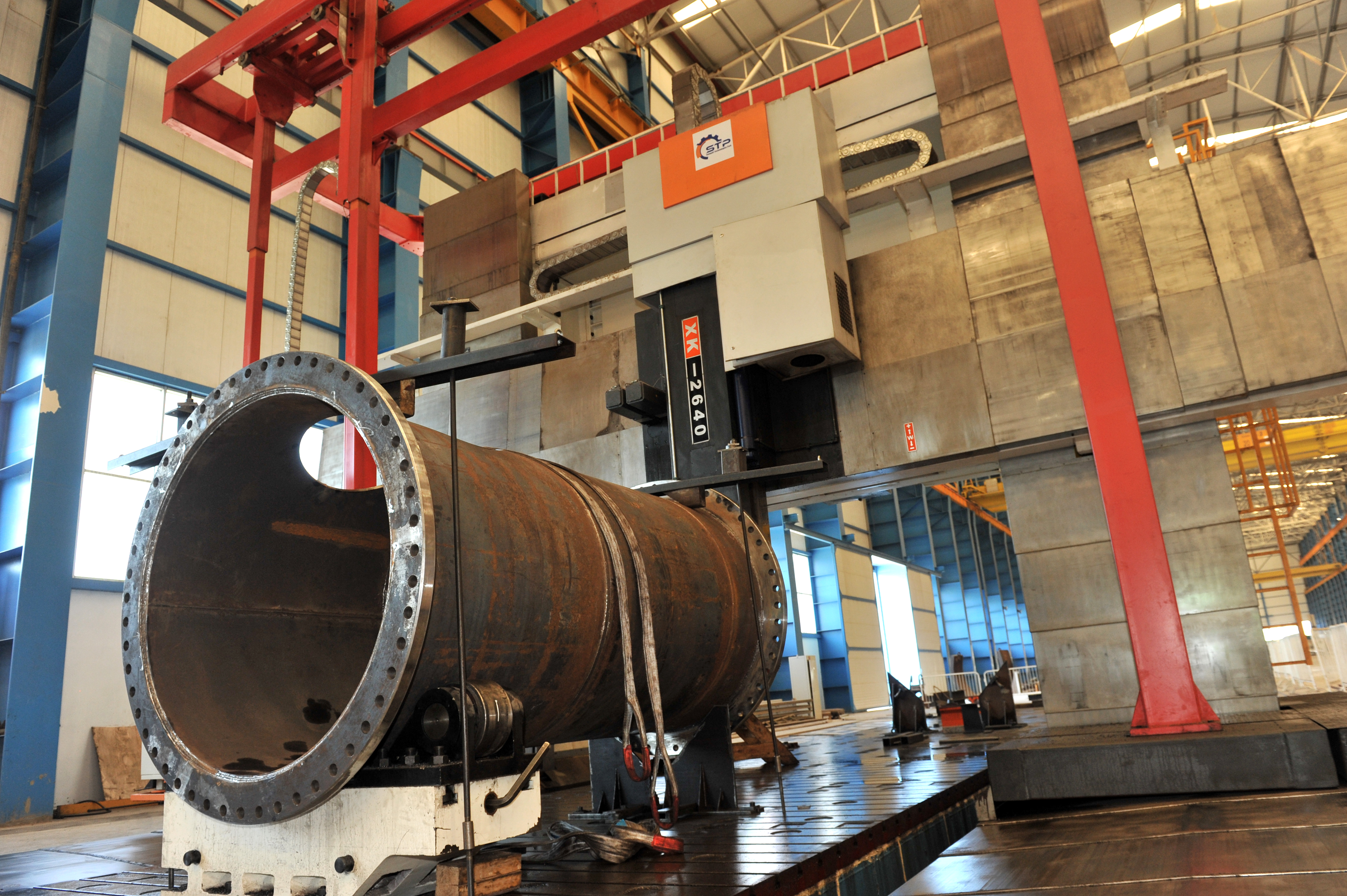
فرایند جوشکاری و نصب
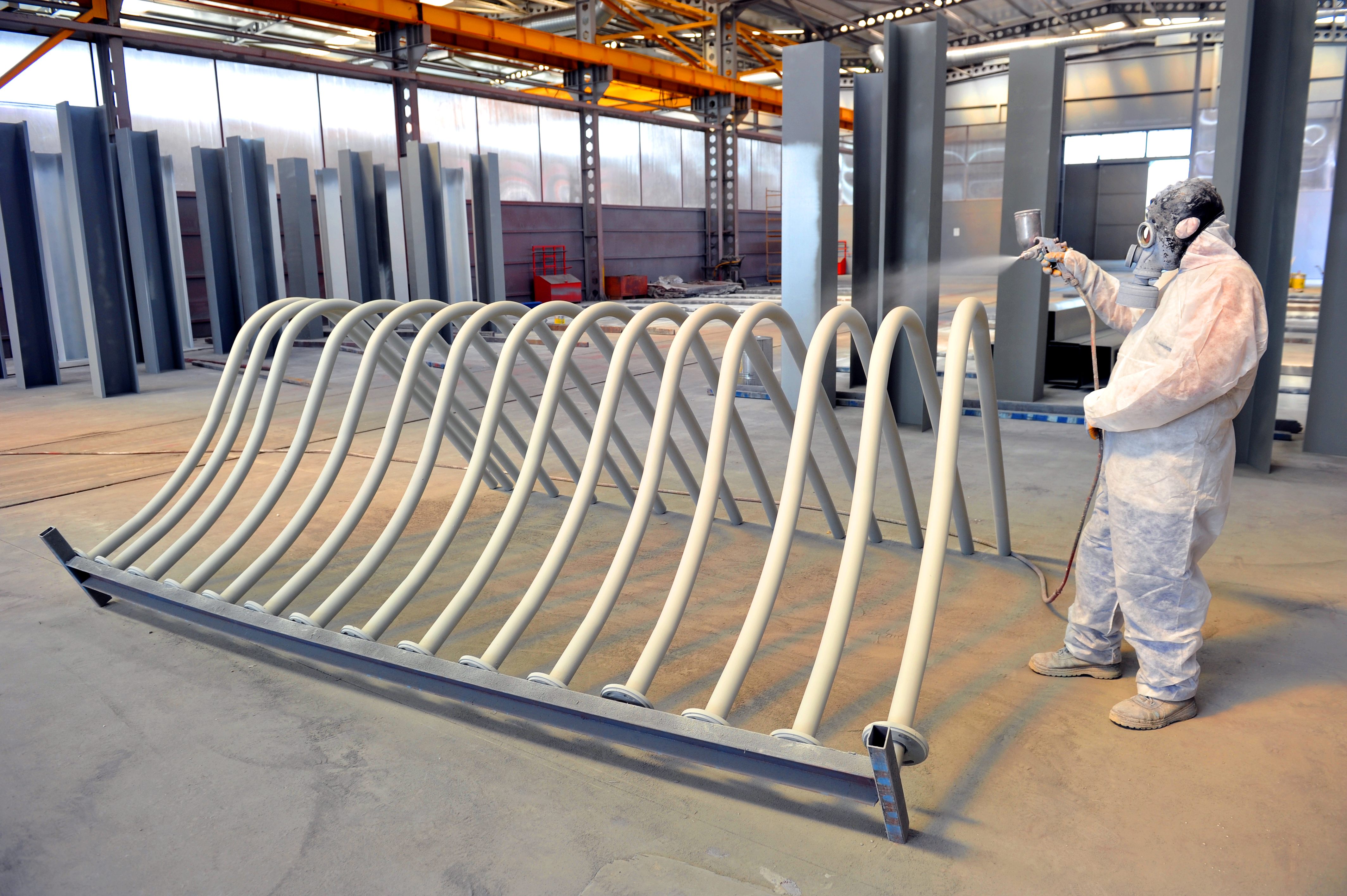
فرایند رنگ‌کاری
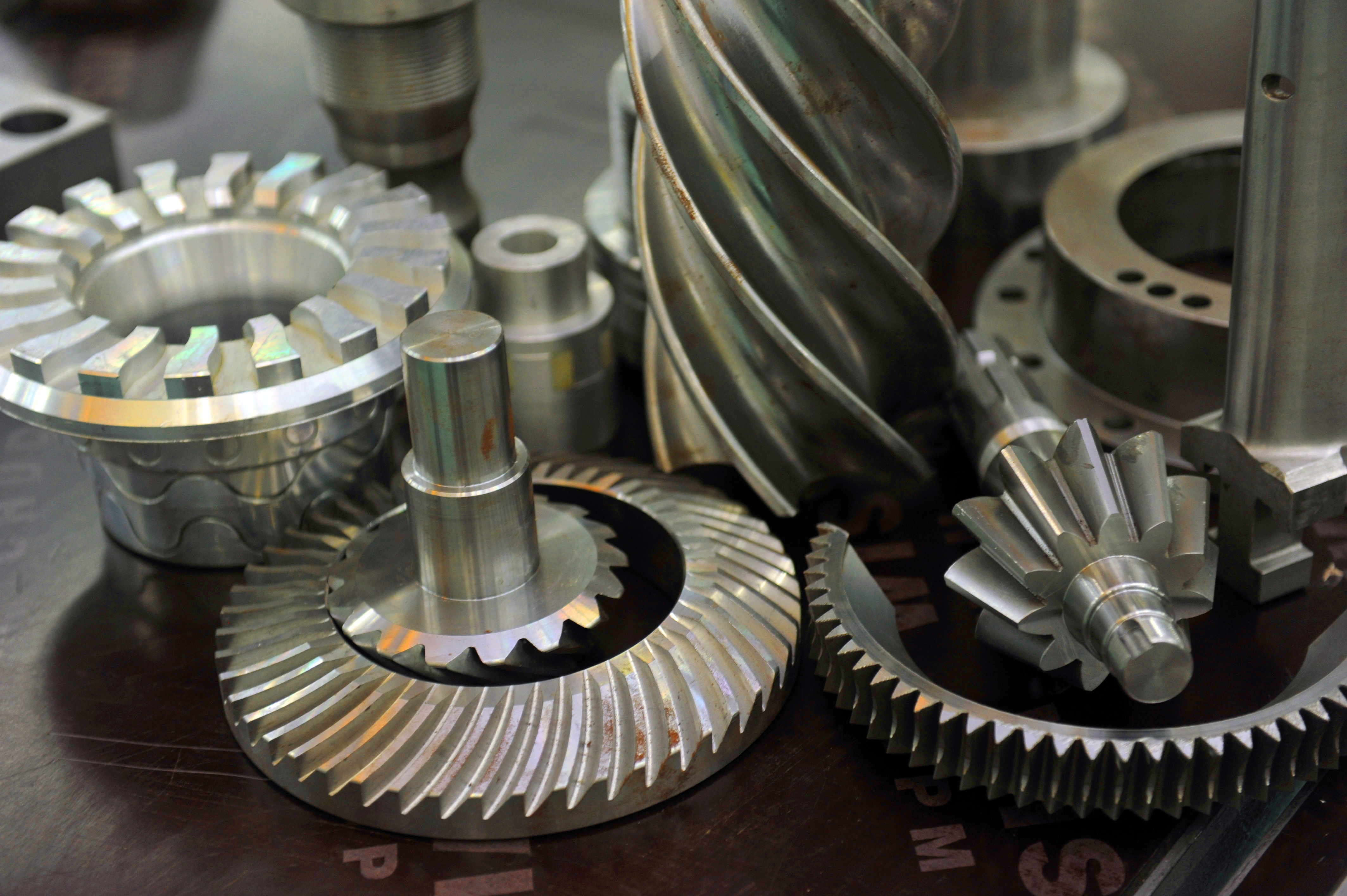
قطعات مکانیک دقت
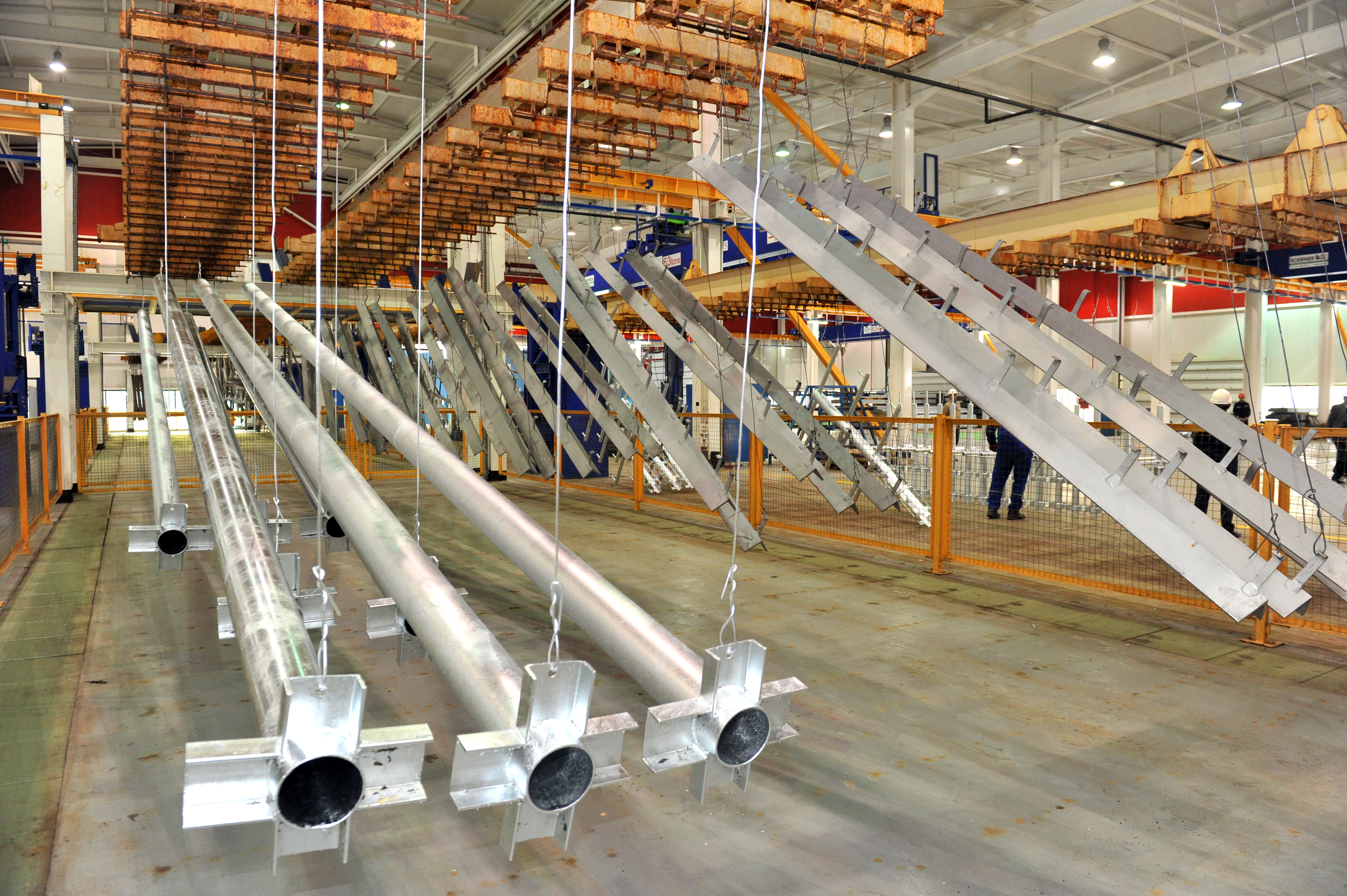
فراورده‌های گالوانیزه گرم